# مایک دیکین
مایک دیکین (انگلیسی: Mike Deakin; ۲۵ اکتبر ۱۹۳۳ – ۸ اوت ۲۰۱۷) بازیکن فوتبال اهل بریتانیا بود.
از باشگاه‌هایی که در آن بازی کرده‌است می‌توان به باشگاه فوتبال نانیتون تاون، باشگاه فوتبال کریستال پالاس، و باشگاه فوتبال نورث‌همپتون تاون اشاره کرد.